# Ван (Франция)
Вижте пояснителната страница за други значения на Ван.
Ван (на френски: Vannes; на бретонски Gwened, Дзуинѐт) е град в Западна Франция, в региона Бретан, център на департамента Морбиан. Разположен е на брега на Атлантическия океан. Населението на града е 52 984 души (2007).

## История
Градът е създаден преди повече от 2000 години. По времето на Римската империя носи името Darioritum. Днешното си име получава от името на галското племе Венети, което обитава местността през Античността.

## Известни личности
Родени във Ван
- Ален Рене (1922-2014), режисьор

Починали във Ван
- Висент Ферер (1350-1419), философ